# L’Union Fraternelle (tijdschrift)
L’Union Fraternelle was een onafhankelijk uitgegeven Nederlands tijdschrift voor de leden van de Orde van Vrijmetselaren. Het tijdschrift heeft meerdere ondertitels gedragen:
- Tijdschrift voor Vrijmetselaars (1887 – 1890);
- Weekblad voor Vrijmetselaars (1890 – 1897); en
- Vrijmetselaars Weekblad (1898 – 1921).

## Ontstaan
Opgericht te Amsterdam in 1887. De redactie werd gevoerd door vrijmetselaren met een progressieve inslag, die gevonden werden in de Amsterdamse Loge ‘Post Nubila Lux’. Het tijdschrift werd opgericht “om door het geschreven woord […] de ploeg ter hand nemen […] op sociaal gebied, omdat we daar, volgens onze meening, ’t meest practisch kunnen arbeiden.”
In de periode 1890 – 1895 verscheen het als weekblad, uitgegeven door een vereniging van Amsterdamse broeders met eenzelfde naam als het blad. Vanaf 1896 werd het blad uitgegeven door de Nijmeegse Loge ‘Sint Lodewijk’, die toen ook een progressieve signatuur droeg. Halverwege de 32ste jaargang (1921) werd de uitgave echter abrupt gestaakt; er zijn slechts 13 weken verschenen. L’Union Fraternelle is samen met het Maçonniek Weekblad voortgezet in 1922 als De Broederketen.

## Inhoud
In de loop der tijd veranderde het karakter van het tijdschrift en werd het van een blad met filosofische beschouwingen een nieuws- en leesblad voor de loges. Ondanks deze matiging, sneed het blad genuanceerd de toen actuele onderwerpen aan, zoals drankmisbruik, verweesde en verlaten kinderen, mensenrechten, vrouwenarbeid, militaire dienstplicht, de verhouding tot de kerken, het geloof en sociale stromingen.
Het tijdschrift geeft een inkijkje in de maçonnieke praktijk en geeft een beeld hoe maatschappelijke ontwikkelingen en nieuwe inzichten weerklank vonden bij de individuele vrijmetselaar en de Orde van Vrijmetselaren. Een belangrijke spreekbuis van een niet-alleen-naar-binnen-gerichte vrijmetselarij dat aan de vergetelheid ontrukt moet worden.